# Tamás bátya kunyhója (regény)
A Tamás bátya kunyhója (Uncle Tom’s Cabin) Harriet Beecher Stowe amerikai írónő 1852-ben kiadott rabszolgaság-ellenes regénye, amely „úgy tartozik hozzá az Egyesült Államokhoz, mint Petőfi költészete Magyarországhoz.” Megjelenésekor mély hatást gyakorolt a feketék megítélésére és az egyesült államokbeli rabszolgaságra, olyannyira, hogy felerősítette az amerikai polgárháború kirobbanásához vezető szembenállást.
A Connecticutban született Stowe, a Hartford Female Academy prédikátora, az abolicionista mozgalom aktív tagja, a regényt Tamás bátya, a hosszas szenvedéseket átélt fekete rabszolga alakja köré építette fel. A szentimentális regény realista módon írja le a rabszolgaságot, és azt állítja, hogy a keresztény szeretet le tudja győzni még az olyan destruktív dolgokat is, mint az emberi lények rabszolgasorban tartása.
A Tamás bátya kunyhója a 19. század legkelendőbb regénye és – a Biblia után – második legnagyobb példányszámban eladott könyve volt. Általános vélemény szerint az 1850-es években táplálta az abolicionizmus ügyét. A kiadás utáni első évben csak az Egyesült Államokban 300 000 példányban adták el. A könyv hatása olyan hatalmas volt, hogy amikor Abraham Lincoln találkozott a szerzővel a polgárháború kezdetén, állítólag azt mondta, hogy „tehát ez a kis hölgy csinálta ezt a nagy háborút.”
A könyv és még inkább a hatása alatt keletkezett színdarabok hozzájárultak a feketékre vonatkozó sztereotípiák kialakulásához, amelyek közül számos a mai napig fennáll. Ezek közé tartozik a gyengéd mammy, a rosszcsont fekete gyermek és Tamás bátya, a kötelességtudó, hosszasan szenvedő, fehér gazdájához vagy úrnőjéhez hűséges szolga. Az utóbbi években a regényhez kapcsolódó negatív asszociációk elhomályosították a könyv érdemeit a rabszolgaság elleni harcban. Ennek ellenére egyike azon könyveknek, amelyeket gyakran említenek, mint az esetleges nagy amerikai regény.

## Keletkezésének története

Harriet Beecher Stowe, 1872-es metszet, Alonzo Chappel olajfestménye alapján

Stowe, az abolicionista mozgalom aktív tagja válasznak szánta a regényt az 1850-es Szököttrabszolga-törvényre (Fugitive Slave Act), amely büntetést írt elő a szökött rabszolgák segítőinek és csökkentette a szökevények illetve a felszabadított feketék jogait. A regény nagy részét a Maine állambeli Brunswickban írta, ahol a férje, Calvin Ellis Stowe, a Bowdoin College tanáraként dolgozott.
A ihletet a regényhez részben a fekete Josiah Henson önéletrajza szolgáltatta, aki egy 15 km²-es dohányültetvényen élt és dolgozott Maryland államban, North Bethesdában. Henson 1830-ban megszökött és Felső-Kanadába szökött (ma Ontario), ahol segített a később érkező szökevényeknek az önfenntartóvá válásban. Stowe egyértelműen elismerte, hogy Henson írásai ihlették a Tamás bátya kunyhóját. Amikor Stowe műve bestseller lett, Henson újra kiadta emlékiratait Tamás bátya emlékiratai (The Memoirs of Uncle Tom) címmel, és rengeteget utazott az Egyesült Államokban és Európában. Henson otthonát Stowe regényéről nevezték el (Uncle Tom's Cabin Historic Site Archiválva 2020. november 8-i dátummal a Wayback Machine-ben); az Ontario állambeli Dresdenben, amely 1940 óta múzeum. A tényleges kunyhó, amelyben Henson rabszolga korában élt, most is létezik Maryland állam Montgomery megyéjében.
A regény egyes részeinek forrása Theodore Dwight Weld és a Grimké nővérek American Slavery as It Is: Testimony of a Thousand Witnesses (Amerikai rabszolgaság a maga valójában: ezer tanú vallomása) című kötete. Stowe azt mondta, hogy a regényében felhasználta a szabadult rabszolgákkal való beszélgetéseit is, amelyeket akkor folytatott, amikor az Ohio menti Cincinnatiben élt. Cincinnatiben létezett egy „Földalatti vasút” (Underground Railroad) nevű szervezet, amellyel a helyi abolicionisták is rokonszenveztek, és aktívan segítették a szökött rabszolgákat a menekülésben.
Stowe több forrást adott meg a Kulcs a Tamás bátya kunyhójához (A Key to Uncle Tom's Cabin) című 1853-ban megjelent könyvében. Ennek a dokumentumjellegű könyvnek az volt a célja, hogy igazolja Stowe állításait a rabszolgaságról. A későbbi kutatások viszont bebizonyították, hogy Stowe számos könyvet nem olvasott el a felsoroltak közül a regénye megjelenése előtt.

## Kiadása

Hammatt Billings illusztrációja az 1852-es kiadáshoz: Eliza elmondja Tamás bátyának, hogy eladták és el fog szökni, hogy megszabadítsa a gyermekét

A Tamás bátya kunyhója először folytatásokban jelent meg a National Era című abolicionista kiadványban, 1851. június 5-étől kezdve negyven héten keresztül. Látva a történet népszerűségét, John Jewett kiadó felvette a kapcsolatot Stowe-val, hogy a sorozatot könyv formájában is megjelentesse. Noha Stowe kételkedett abban, hogy bárki is elolvasná a művet könyvalakban, hozzájárult a kiadáshoz.
Jewett meg volt győződve, hogy a könyv sikeres lesz, ezért az akkor időkre nem jellemző módon úgy döntött, hogy hat egészoldalas illusztrációt készíttet Hammatt Billings-szel az első kiadáshoz. Az 1852. március 20-án megjelent regény példányai gyorsan elfogytak. Hamarosan újabb kiadások készültek, köztük egy 1853-as deluxe változat, amelyet Billings 117 illusztrációval látott el.
Az első három hét alatt húszezer, három hónap alatt hetvenötezer, a kiadás első évében 305 000 példány kelt el. A könyvet lefordították az összes nagy nyelvre, és a Biblia után a második legtöbb példányban eladott művé vált. A korai kiadások közül néhányhoz az abolicionista nézeteket valló londoni kongregacionalista lelkész, James Sherman írt előszót.
A Tamás bátya kunyhója sikere hasonló volt Nagy-Britanniában is, ahol az első kiadás 1852 májusában jelent meg és 200 000 példányban fogyott el. Néhány éven belül Nagy-Britanniában több mint másfél millió példány volt forgalomban, amelyeknek többsége kalózkiadásban jelent meg.
Az első teljes magyar fordítást 1853-ban Irinyi József készítette, aki ugyanabban az évben lefordította a Kulcs a Tamás bátya kunyhójáhozt is. A korabeli magyar sajtóban már a fordítás megjelenése előtt hírek és kritikák jelentek meg a könyvről. A Hölgyfutár 1853. március 21-i száma szerint a magyar kiadás kétezer példányban jelent meg, ebből egy hét alatt már csak kétszáz példány maradt meg. A Bach-korszak cenzúrája miatt a fordításból kimaradtak azok az utalások, amelyek a rabszolgák harcát a szabadság elnyeréséért a magyar szabadságharccal állították párhuzamba.

## Cselekménye

### Eliza megszökik a fiával, Tamást eladják „le a folyón”
A könyv egy kentucky-i farmerrel, Arthur Shelbyvel kezdődik, akit adósságai miatt a farmjának elvesztése fenyeget. Noha feleségével, Emilyvel együtt úgy gondolják, hogy jóakaratúan viszonyulnak a rabszolgáikhoz, Shelby úgy dönt, hogy a farm megmentéséhez szükséges pénzt két rabszolga eladásával teremti elő. Az eladásra szántak közül az egyik Tamás bátya, középkorú férfi feleséggel és gyermekekkel, illetve Harry, Emily Shelby szobalányának, Elizának a fia. Emily gyűlöli ezt az ötletet, mivel megígérte szobalányának, hogy soha nem adja el gyermekét; Emily fia pedig, George Shelby nem tud Tamás bátya szemébe nézni, mivel barátjának és mentorának tekinti.

Simon Legree megtámadja Tamás bátyát

Amikor Eliza kihallgatja, hogy Shelbyék Tamás és Harry tervezett eladásáról beszélnek, elhatározza, hogy fiával együtt megszökik. Eliza azért dönt így, mert fél, hogy elveszíti utolsó megmaradt gyermekét. Eliza még aznap éjjel eltávozik, bocsánatkérő levélkét hagyva úrnőjének.
Közben Tamás bátyát eladják és felrakják egy folyami hajóra, amely a Mississippi folyón lefelé indul. A hajón Tamás találkozik és összebarátkozik egy fehér kislánnyal, Evával. Amikor Eva vízbe esik, Tamás menti meg. Hálából Eva édesapja, Augustine St. Clare, megvásárolja Tamást a rabszolga-kereskedőtől és hazaviszi New Orleansba. Mély keresztény hitük által Tamás és Eva közel kerülnek egymáshoz.

### Eliza családját üldözik, Tamás élete a St. Clare családnál
Eliza menekülés közben találkozik férjével, George Harrisszal, aki már korábban megszökött. Úgy döntenek, hogy megpróbálnak Kanadába jutni. Egy Tom Loker nevű rabszolgavadász azonban a nyomukban van. Loker és emberei csapdába ejtik Elizát és családját, ezért George lelövi Lokert. Eliza aggódik, hogy Loker meghal, ezért rábeszéli férjét, hogy vigyék el a rabszolgavadászt egy közeli kvéker településre, hogy orvosi kezelést kapjon.
Visszaérve New Orleansbe, St. Clare a rabszolgaságról vitatkozik északi unokatestvérével, Opheliával, aki ellenzi ugyan a rabszolgaságot, de előítéletei vannak a feketékkel szemben. St. Clare elfogulatlannak tartja magát, annak ellenére, hogy ő is rabszolgatulajdonos. Be akarván bizonyítani Opheliának, hogy tévesen ítéli meg a feketéket, St. Clare megvásárolja Topsyt, egy fekete kamaszlányt és megkéri Opheliát, hogy nevelje.
Két év múltán Eva súlyosan megbetegszik. Halála előtt látomást lát a mennyországról, amelyet elmond a körülötte levő embereknek. Halála és látomása következtében a többi szereplő megváltoztatja életét: Ophelia megígéri, hogy eldobja előítéleteit a feketékkel szemben, Topsy megígéri, hogy megjavul, St. Clare pedig megfogadja, hogy felszabadítja Tamás bátyát.

### Tamás bátyát eladják Simon Legreenek

Hammatt Billings illusztrációja az 1852-es első kiadáshoz: Cassy Tamás bátyát ápolja

Még mielőtt St. Clare beválthatná ígéretét, leszúrják, amikor belép egy kocsmába. Felesége megtagadja férje ígéretét és eladja Tamást egy gonosz ültetvénytulajdonosnak, Simon Legreenek. Legree, egy áttelepült északi, Tamást louisiana-i birtokára viszi, ahol Tamás megismerkedik Legree többi rabszolgájával, köztük Emmeline-nel, akit Legree ugyanakkor vásárolt. Legree megharagszik Tamásra, amikor a férfi nem hajlandó Legree parancsára társát megkorbácsolni. Legree gonoszul megveri Tamást és megpróbálja összetörni Tamás Istenbe vetett hitét. Legree kegyetlensége ellenére Tamás nem hajlandó felhagyni a Biblia olvasásával és legjobb tudása szerint vigaszt nyújt társainak is. Az ültetvényen Tamás megismeri Cassy-t, akit előzőleg elválasztottak férjétől és gyermekeitől, amikor eladták őket. Harmadik gyermekét megölte, mivel nem bírta volna elviselni a fájdalmat, hogy végignézze még egy gyermeke eladását.
Ismét feltűnik Tom Loker a cselekményben, aki a kvékereknél megváltozott a gyógyulása alatt. George, Eliza és Harry eljutottak Kanadába és szabadok lettek. Tamás bátya majdnem elveszti hitét és reménységét, de két látomás, Jézusról és Eváról megerősítik keresztény hitében. Tamás bátorítására Cassy megszökik és magával viszi Emmeline-t. Tamás nem hajlandó elárulni Legreenek, merre szökött Cassy és Emmeline, ezért Legree megöleti embereivel. Haldoklása közben Tamás megbocsát a felügyelőknek, akik vadállati módon megverték, ennek hatására mindkét felügyelő megtér. Röviddel Tamás halála után megérkezik George Shelby (Arthur Shelby fia) azzal a szándékkal, hogy megvásárolja Tamás szabadságát, de már késő.

### Utolsó rész
A szabadság felé vezető hajóútjukon Cassy és Emmeline találkoznak George Harris nővérével és együtt utaznak Kanadába. Odaérve Cassy felfedezi, hogy Eliza valójában az ő rég elveszett gyermeke, akit kislány korában eladtak. Most, hogy ismét együtt a család, Franciaországba utaznak, onnan pedig Libériába, a volt amerikai rabszolgák számára alapított afrikai országba. Ott találkoznak Cassy elveszettnek hitt fiával. George Shelby visszatér a kentucky-i farmjára és felszabadítja összes rabszolgáját, és azt mondja nekik, hogy emlékezzenek Tamás áldozatára és igaz keresztény hitére.

## Főszereplők

### Tamás bátya

Hammatt Billings illusztrációja az 1853-as deluxe kiadáshoz

A címszereplő Tamás bátyát eredetileg nemes, hosszú szenvedésnek alávetett keresztény rabszolgának tekintették. Az utóbbi években azonban a nevét azokra az afro-amerikaiakra használják, akiket azzal vádolnak, hogy eladták magukat a fehéreknek. (A témáról részletesebben lásd a Sztereotípiák kialakítása és népszerűsítése szakaszt.) Stowe szándékai szerint Tamás bátya „nemes hős” és tiszteletre méltó ember. Tamás az egész könyvben távol áll attól, hogy kizsákmányoltassa magát, mindig kiáll a hitéért és ugyan kelletlenül, de ellenfelei is csodálják.

### Eliza
Eliza Mrs. Shelby szobalánya, aki északra szökik ötéves fiával, miután a gyermeket eladják Haley kereskedőnek. Eliza alakját az a történet ihlette, amelyet John Rankin mesélt Stowe férjének. Rankin szerint 1838 februárjában egy fiatal rabszolganő gyermekével a karjában átszökött a befagyott Ohio folyón Ripley városába, és ott az ő házában lakott mielőtt tovább indult volna északra.

### Eva
Eva, teljes nevén Evangeline St. Clare, Augustine St. Clare lánya, akkor kerül be a történetbe, amikor Tamás bátya gőzhajóval utazik New Orleans felé és megmenti az 5–6 éves kislányt a vízbefulladástól. Eva kikönyörgi apjától, hogy vásárolja meg Tamást. Tamás lesz a St. Clare birtok főkocsisa, de legtöbb idejét az angyali Evával tölti.
Eva állandóan a szeretetről és megbocsátásról beszél, és sikerül meggyőznie a makacs Topsyt, hogy ő is szeretetet érdemel. Még a kemény Ophelia nagynéni szívét is megindítja.
Végül Eva halálos beteg lesz. Halála előtt egy-egy hajfürtöt ajándékoz minden rabszolgájuknak és azt mondja nekik, hogy kereszténnyé kell válniuk, hogy találkozhassanak a mennyekben. Halálos ágyán meggyőzi apját, hogy szabadítsa fel Tamást, de a körülmények folytán ez csak ígéret marad.

### Simon Legree
Kegyetlen rabszolgatulajdonos, akinek neve a kapzsiság szinonímája lett. A célja, hogy megtörje Tamást és Istenbe vetett hitét; de hiába vereti Tamást halálra, ez nem sikerül neki. A regényből kiderül az is, hogy fiatalon elhagyta beteges anyját a tengeri élet kedvéért, és nem törődött azzal a levéllel sem, amelyben anyja egy utolsó találkozásra hívta halála előtt. Szexuálisan kihasználja Cassy-t, később Emmeline-re veti a szemét.

## További szereplők
A regény számos mellékszereplője közül a leginkább figyelemre méltóak:
- Arthur Shelby Tom gazdája Kentuckyban. Shelby a „jó” rabszolgatartó és déli úriember tipikus alakja.
- Emily Shelby, Arthur Shelby felesége. Mélyen vallásos asszony, aki törekszik a jó és az erkölcs irányába befolyásolni a rabszolgáit. Megdöbben, amikor a férje eladja a rabszolgákat, de asszonyként nincs törvényes lehetősége, hogy ezt megakadályozza.
- George Shelby Arthur és Emily fia, aki Tamás bátyát barátjának és tökéletes kereszténynek tekinti.
- Augustine St. Clare Tom második tulajdonosa és Eva apja. A regénybeli rabszolgatartók közül ő a legrokonszenvesebb alak. St. Clare bonyolult alkat, gyakran szarkasztikus és gyors felfogású. A házasság néhány éve után eljut oda, hogy lenézi feleségét, de túl udvarias, semhogy ezt kimutassa. St. Clare felismeri a rabszolgatartás gonosz voltát, de nem akar lemondani a gazdagságról, amit ez biztosít. Kislánya halála után vallásossága sokkal őszintébb lesz, és elkezdni Tamásnak felolvasni a Bibliát. Azt tervezi, hogy felszabadítja rabszolgáit, de a jó szándék végül csak szándék marad.
- Topsy egy utcagyerek rabszolgalány. Amikor megkérdezik, hogy tudja-e, ki teremtette, teljes tudatlanságról tesz bizonyságot, mert sem Istent, sem anyját nem ismeri el. A kis Eva szeretete teljesen átalakítja.
- Miss Ophelia Augustine St. Clare kegyes, dolgos, abolicionista unokatestvére Vermontból. Ő ábrázolja az északiak időnként kétértelmű viszonyulását az afro-amerikaiakhoz: miközben a rabszolgaság intézményét elveti, a rabszolgákkal szemben – legalábbis eleinte – ellenérzései vannak.

## Fő témák

Hammatt Billings illusztrációja az első kiadáshoz: George Harris, Eliza, Harry és Mrs. Smyth a szabadulás után

A Tamás bátya kunyhóját egyetlen téma dominálja: a rabszolgaság gonoszsága és erkölcstelensége. Miközben Stowe megpendít egyéb témákat is a szövegében, például az anyaság erkölcsi tekintélye vagy a keresztény megváltás eszméje, hangsúlyozza az összefüggést ezek és a rabszolgaság borzalmai között. Stowe a regény majdnem minden oldalára beerőltette a rabszolgaság erkölcstelenségének témáját, néha meg is változtatta a történet hangvételét, hogy beírhasson egy prédikációt a rabszolgaság destruktív természetéről (például amikor egy fehér nő a gőzhajón, amelyik délre viszi Tamás bátyát, megállapítja, hogy „A rabszolgaság legszörnyűbb része szerintem az, hogy meggyalázza az érzelmeket és vonzalmakat – például a családok szétválasztása.”)
Mivel Stowe úgy tekintette az anyaságot, mint ami „erkölcsi és strukturális példa minden amerikai élet számára,” és abban is hitt, hogy csak a nőknek van erkölcsi tekintélye ahhoz, hogy megmentsék az Egyesült Államokat a rabszolgaság démonától, a Tamás bátya kunyhójának másik fő témája a nők erkölcsi ereje és szentsége. Az olyan alakok segítségével, mint Eliza, aki megszökik a rabszolgaságból, hogy megmentse a fiát, vagy a kis Eva, aki az ideális keresztényt testesíti meg, Stowe megmutatja, milyen módon menthetik meg a környezetükben levőket még a legrosszabbtól is. Míg későbbi kritikusok Stowe szemére vetették, hogy női alakjai gyakran házias klisék, ahelyett hogy valódi nők lennének. Stowe regénye „újra megerősítette a nők befolyásának fontosságát” és előkészítette az utat a későbbi évtizedek női egyenjogúsági mozgalmai számára.
Stowe puritán vallásos hite megmutatkozik a regény befejező témájában, ami a kereszténység lényegének illetve annak a feltárása, hogy az írónő szerint a keresztény teológia alapvetően összeegyeztethetetlen a rabszolgasággal. Ez a téma akkor válik a legnyilvánvalóbbá, amikor Eva halála után Tamás bátya sürgeti St. Clare-t, hogy forduljon Jézus felé. Tamás bátya halála után magasztalja őt, mondván „Micsoda nagyszerű dolog, kereszténynek lenni.” Mivel a keresztény témák fontos szerepet játszanak a regényben, és mivel Stowe gyakran saját nevében fejti ki véleményét a hitről és vallásról, a könyv gyakran prédikáció formáját ölti.

## Stílusa

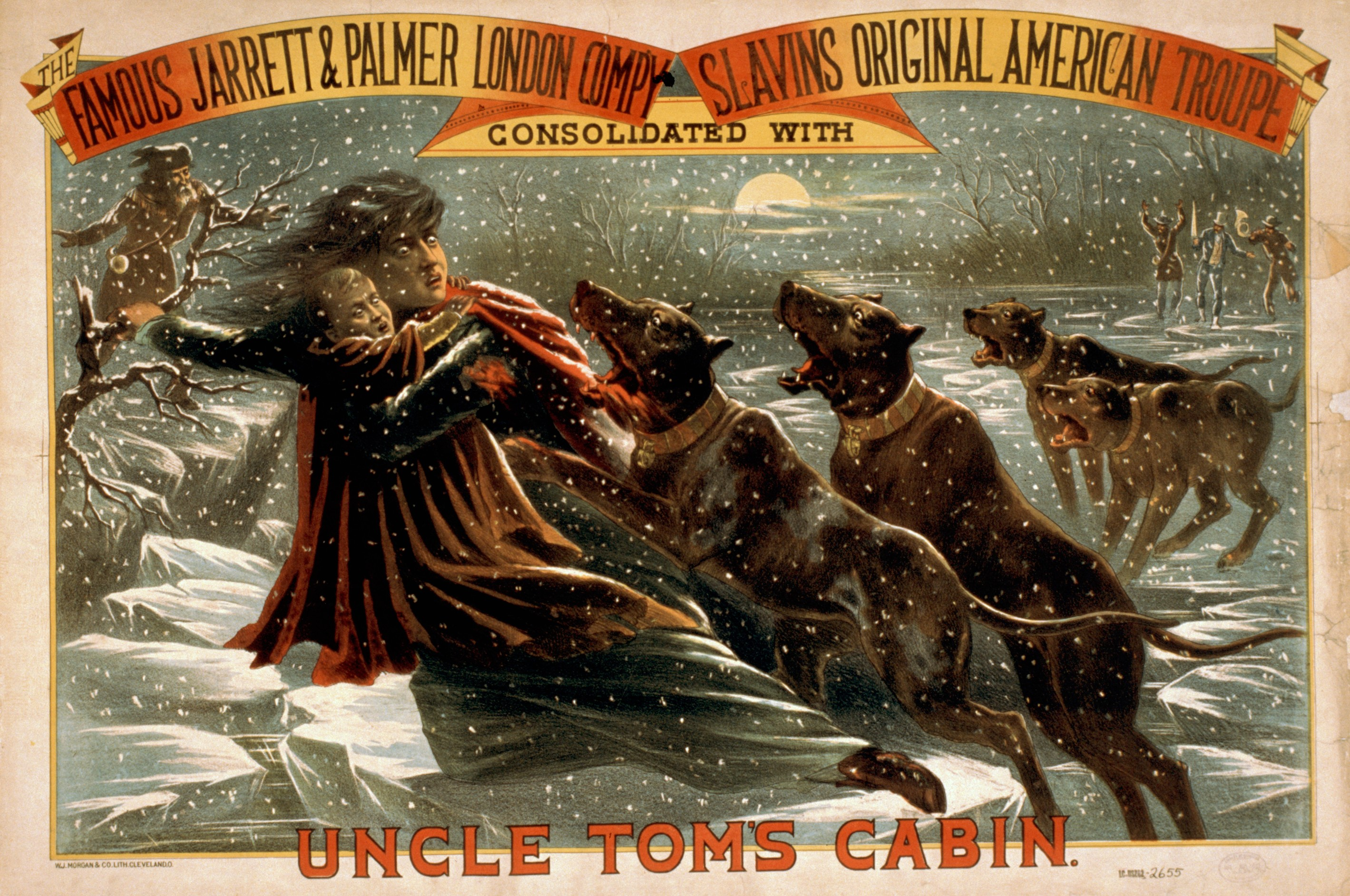
Eliza átkel a jeges folyón, színházi plakát 1881-ből

A Tamás bátya kunyhója a 19. század szentimentális regényeinek és női regényeinek szokásos szentimentális és melodramatikus stílusában íródott. Az ilyenfajta regények voltak a legnépszerűbbek Stowe korában, a legtöbbször női főszereplővel és olyan irodalmi stílussal, ami felébresztette az olvasó rokonszenvét és érzelmeit. Noha Stowe regénye különbözik a többi szentimentális regénytől abban, hogy a rabszolgaság nagy témájára összpontosít, illetve a főszereplője férfi, mégis sikerül erős érzelmeket ébresztenie az olvasóiban (sokan sírtak a kis Eva halálakor). Az ilyenfajta írás ereje megmutatkozik a kortárs olvasók reagálásában. Stowe egyik barátnője, Georgiana May, levelet írt a szerzőnek, amely szerint „Késő éjjel egy óra utánig fennmaradtam olvasni és befejezni a Tamás bátya kunyhóját. Nem tudtam otthagyni, ahogy nem tudtam volna otthagyni egy haldokló gyermeket sem.” Egy másik olvasó órákon át a könyvre gondolt és arra, hogy lányát az Eva névre kereszteli át. A kis Eva halála sok emberre hatással lehetett akkoriban, mivel 1852-ben csak Bostonban 300 újszülött lány kapta ezt a nevet.
A kedvező olvasói vélemény ellenére az irodalomkritikusok évtizedeken át elutasították a Tamás bátya kunyhója és más szentimentális regények stílusát mivel ezeket a könyveket nők írták nők számára és így elsősorban a „nők ömlengő érzéseit” mutatták. Egy irodalomkritikus szerint ha a regény nem a rabszolgaságról szólna, „csak egy újabb szentimentális regény lenne", míg egy másik véleménye az volt a könyvről, hogy az „elsődlegesen egy származékos bértollnoki munka".
1985-ben azonban Jane Tompkins megváltoztatta ezt a nézetet az In Sensational Designs: The Cultural Work of American Fiction. című írásával. Tompkins értékelte azt a stílust, amelyet oly sok kritikus elutasított, szerinte a szentimentális regények megmutatták, hogy a nők érzelmei elég erősek a világ jobbá tételéhez. Ezen túlmenően, azt írta, hogy a 19. század népszerű házias regényei, beleértve a Tamás bátya kunyhóját, figyelemre méltóak voltak az „intellektuális komplexitás, ambíció és eszköztelenség” szempontjából; továbbá a Tamás bátya kunyhójának kritikája az amerikai társadalomról sokkal megsemmisítőbb, mint bárki más elismert íróé, mint például Hawthorne-é és Melville-é.

## A regény fogadtatása
A Tamás bátya kunyhója hatását „kevés regény érte el a történelem során,” az irányregény „belemarkolt az emberek lelkébe”. A könyv megjelenésekor a rabszolgaság védelmezőinek viharos tiltakozását indította el, számos könyv jelent meg rá válaszképpen, miközben begyűjtötte az abolicionisták elismerését. Bestsellerként a regény erősen hatott a későbbi protestáló irodalomra is, mint például Upton Sinclair The Jungle című művére.

### Kortárs fogadtatás világszerte
A Tamás bátya kunyhója rögtön megjelenése után megsértette a délieket. A rabszolgaság védelmezői erőteljesen kritizálták a regényt.
Az elismert déli regényíró, William Gilmore Simms kijelentette, hogy a könyv teljesen hamis, míg mások bűnösnek és rágalmazónak titulálták. Egy alabamai könyvkereskedő arra kényszerült, hogy a regény árusítása miatt elhagyja a várost, Stowe pedig fenyegető leveleket kapott, köztük egy csomagot egy rabszolga levágott fülével. Több déli író, köztük Simms is, hamarosan könyvet írt válaszul Stowe regényére (részletesen lásd a Tamás bátya-ellenes irodalom szakaszban).
Egyes kritikusok rámutattak, hogy Stowe kevés tapasztalattal rendelkezett a déli életet illetően, ami a leírásainak a pontatlanságához vezetett; például soha nem járt déli ültetvényen. Stowe azonban mindig azt mondta, hogy a könyv azokon a történeteken alapul, amelyet a szökött rabszolgák meséltek neki. Válaszul ezekre a kritikákra Stowe 1853-ban kiadta a Kulcs a Tamás bátya kunyhójához című művét, amellyel megpróbálta dokumentálni a regénynek a rabszolgaságra vonatkozó leírásainak a hitelességét. Ebben a könyvben Stowe a Tamás bátya kunyhója minden fontos szereplője mellé megidézi a valós életbeli párját, közben még erőteljesebben támadta a rabszolgaságot, mint a regény maga. A regényhez hasonlóan, a Kulcs a Tamás bátya kunyhójához szintén bestseller lett. Megjegyzendő azonban, hogy míg Stowe azt állította, hogy dokumentálta a felhasznált forrásokat, valójában az idézett művek közül többet csak a regény megjelenése után olvasott el.
A kritikák ellenére a regény számos amerikai képzeletét megragadta. Stowe fia szerint, amikor Abraham Lincoln 1862-ben találkozott az írónővel, Lincoln megjegyezte, „Szóval ez az a kis hölgy aki elindította ezt a nagy háborút”. A történészek határozatlanok abban a tekintetben, hogy Lincoln valóban ezt mondta-e, és abban a levélben, amit Stowe a férjének írt néhány órával a találkozás után, nem említi ezt a megjegyzést. Az eltelt időben számosan a regény javára írták, hogy az északiak haragját a rabszolgaság és a „szökött rab törvény” igazságtalanságai felé fordította, illetve táplálta az abolicionista mozgalmat. Az unió tábornoka, James Baird Weaver azt mondta, hogy ez a könyv győzte meg őt, hogy aktívan részt vegyen az abolicionista mozgalomban.
A „Tamás bátya kunyhója” élénk érdeklődést váltott ki Angliában is. Az első londoni kiadás 1852 májusában jelent meg és 200 000 példányban kelt el. Az érdeklődés részben a britek Amerika-ellenességéből származott. Egy neves író szerint a szenvedélyek, amelyeket a Tamás bátya Angliában kiváltott, nem a rabszolgaság iránti gyűlölet vagy bosszúállási vágy voltak, hanem a nemzeti féltékenység és nemzeti hiúság. Charles Francis Adams, Sr., az Egyesült Államok nagy-britanniai nagykövete a polgárháború alatt később úgy vélte, hogy a Tamás bátya kunyhója, főleg a szerencsés körülmények következtében sokkal azonnalibb, figyelemreméltóbb és drámai hatást keltettek világszerte, mint bármely eddig kinyomtatott könyv.
A könyvet a világ majdnem minden nyelvére lefordították, beleértve a kínait (ez volt az első kínai nyelvre lefordított amerikai regény), és az amharát. A könyv annyira elterjedt, hogy Sigmund Freud több szado-mazochista betegről számolt be, akik úgy gondolák, hogy a Tamás bátya kunyhójában olvasott korbácsolási jelenetek befolyásolták őket. Oroszországban több földesúr felszabadította a jobbágyait a könyv hatására és Skóciában több ezer fontot gyűjtöttek a rabszolgák felszabadítására.

### Irodalmi jelentősége
Mivel a Tamás bátya kunyhója volt az első széles körben olvasott politikai regény az Egyesült Államokban, nagy hatást gyakorolt az amerikai irodalomra, de általában a tiltakozó irodalomra is. Upton Sinclair ’’The Jundgle’’ és Rachel Carson ’’Silent Spring’’ című művei különösen sokat köszönhetnek neki. 1935-ben a Nyugat egy körkérdésére válaszolva Szemlér Ferenc ezt írta róla: „a rabszolgaság gondolatát egy naiv regény, a «Tamás bátya kunyhója» tette megbélyegzetté.”
A tagadhatatlan jelentősége ellenére a művet általában a gyermekmese és a propaganda keverékének ítélik. A regényt több irodalomkritikus látta el „csak egy szentimentális regény” címkével, sőt George Whicher kritikus így írt a Literary History of the United States című könyvében: „Mrs. Stowe és munkája nem rendelkeznek semmivel, ami megmagyarázná a regény hatalmas divatját … A legtöbb amit elmondhatunk róla, hogy készségszinten kezelte a tágan értelmezett melodrámát, humort és pátoszt, és ezekkel a népszerű kötőanyagokkal komponálta meg könyvét.”
Más kritikusok ezzel szemben dicsérték a regényt. Edmund Wilson szerint „Érett fejjel kitenni magunkat a Tamás bátya kunyhójának … döbbenetes tapasztalatnak bizonyulhat.” Jane Tompkins megállapítja, hogy a regény egyike az amerikai irodalom klasszikusainak és felveti, hogy esetleg sok kritikus csak azért becsüli le a könyvet, mert saját korában túl népszerű volt.
Az évek során a kutatók több elméletet fogalmaztak meg arról, hogy mit akart Stowe közölni ezzel a művel a nyilvánvaló fő témán, a rabszolgaság elítélésén kívül. Így például a buzgó keresztény és aktív abolicionista Stowe vallásának több elemét is beleszőtte a regénybe. Egyes kutatók szerint Stowe úgy tekintette a saját regényét, hogy az megoldást kínál arra az erkölcsi és politikai dilemmára, amely a rabszolgaság számos ellenzőjét foglalkoztatta: a tiltott viselkedés igazolható-e, ha a gonosszal való szembeszállás érdekében történik. Erkölcsileg védhető-e az erőszak használata a rabszolgaság elleni harcban? Stowe melyik szereplője a követendő példa, a passzív Tamás bátya vagy a dacoló George Harris? Stowe megoldása hasonló ahhoz, amit Ralph Waldo Emerson kínált: Isten akaratát akkor teljesítjük, ha minden egyén őszintén megvizsgálja az elveit és azok szerint cselekszik.
Van olyan kutató is, aki a regényt a Free Soil mozgalom értékeinek és eszméinek kifejezéseként tekinti. Ebben az értelemben George Harris a szabad munka elvét testesíti meg, míg Ophelia összetett egyénisége jelképezi azokat az északiakat, akik kompromisszumot kötöttek a rabszolgasággal. Opheliával ellentétben Dinah a szenvedélyre apellál. A regény folyamán Ophelia átalakul, a republikánus párthoz hasonlóan, amely három évvel később kinyilvánította, hogy az északiaknak át kell alakulniuk és ki kell állniuk a rabszolgaságellenes elvek mellett.
A feminista elméletek hívei is megtalálják a kedvükre valót Stowe könyvében, azáltal, hogy a regény a rabszolgaság patriarchális jellegének a kritikája. Stowe számára a család inkább a vérségi kapcsolaton alapul, semmint a gazdák és rabszolgák közötti paternalisztikus kapcsolaton. Mivel Stowe a nemzeti összefogásra úgy tekintett, mint a családi kapcsolatok kiterjesztésére, így a nemzet fogalma nála a közös fajtán alapult, így a felszabadított rabszolgák számára az afrikai letelepedést tartotta kívánatosnak, nem pedig az amerikai társadalomba való beolvadást.
A könyv felfogható a férfiasság fogalmának újradefiniálásaként is, ami szükséges lépés a rabszolgaság eltörlése elleni úton. Ebben az értelemben az abolicionisták kezdtek eltávolodni az agresszív és domináns férfi víziójától, amelyet a 19. század eleji hódítás és gyarmatosítás alkotott meg. Annak érdekében, hogy a férfiak az önbecsülésük és társadalmi pozíciójuk sérelme nélkül tudjanak szembeszállni a rabszolgasággal, az abolicionisták dicsérték a férfiakban az együttműködést, az együttérzést és civil magatartást. Az abolicionista mozgalomtól távol állók ezzel szemben a hagyományos, agresszív férfimodell mellett álltak ki. A férfiak Stowe regényében hangsúlyosan jelképezik az egyik illetve másik felfogást.

## Sztereotípiák kialakítása és népszerűsítése

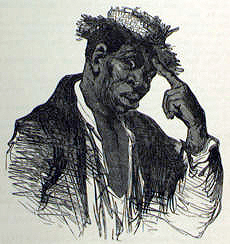
Sam alakja az 1888-as kiadásban

A legutóbbi évtizedekben a kutatók és olvasók egyaránt kritizálták a könyvet azért, amit a fekete szereplők rasszista leírásaként értelmeztek, elsősorban a szereplők külseje, beszédmódja, magatartása tekintetében, de Tamás bátya a sorsába belenyugvó passzív jelleme miatt is. A regény afro-amerikai sztereotípiát teremtő hatása azért fontos, mert a Tamás bátya kunyhója a világ legkelendőbb könyve volt a 19. században. Ennek eredményeképpen a könyvnek, az illusztrációkkal és a kapcsolódó színpadi művekkel együtt kiemelkedő szerepe volt abban, hogy ezek a sztereotípiák meggyökerezzenek az amerikai lélekben.
Ilyen sztereotípiák a Tamás bátya kunyhójában:
- A „laza fekete” (Sam lusta és gondtalan természete).
- A világosbőrű tragikus mulatt nő, mint a szex tárgya (Eliza, Cassy és Emmeline).
- A szerető, sötétbőrű „mammy” (több szereplő, köztük Mammy, a St. Clare ültetvény szakácsnője).
- A rosszcsont fekete gyermek (Topsy).
- Tamás bátya az az afro-amerikai, aki túl készséges a fehérek kiszolgálásában. Stowe „nemes hős”-nek akarta megalkotni Tamás bátyát, de ebből származott a szolgalelkű bolond sztereotípiája, amely egyértelműen a „Tom Show”-k eredménye, amelyeket Stowe nem tudott az ellenőrzése alatt tartani.[24]

Az utolsó néhány évtizedben ezek a negatív asszociációk elhomályosították a könyv történelmi hatását, azt, hogy „létfontosságú eszköz” volt a rabszolgaság elleni küzdelemben. A regényről alkotott felfogás változásának gyökere James Baldwin „Everybody’s Protest Novel” című esszéjében rejlik. Ebben Baldwin „nagyon rossz regény”-nek nevezte a Tamás bátya kunyhóját, amely ezenfelül fajilag buta és esztétikailag éretlen volt.
Az 1960-as és 70-es években, a Black Power és Black Arts Movement azzal támadták a regényt, hogy Tamás bátya elárulta fajtáját, és több rosszat tett a rabszolgákkal, mint maguk a rabszolgatartók. Ebben az időben felerősödtek a könyv többi sztereotípiájával szembeni kritikák is. Magyarországon 2009-ben jelent meg egy hasonló gondolatmenetű cikk Sebeők János tollából, amely párhuzamot vonva a magyarországi romák és az afro-amerikaiak helyzete között, a következő megállapítást teszi: „Nem tudni, hogy a fekete ügynek a Ku-Klux-Klan vagy a Tamás bátya kunyhója ártott-e többet.”
Ezzel szemben az Egyesült Államokban a legutóbbi években olyan kutatók, mint Henry Louis Gates Jr. újra vizsgálni kezdték a Tamás bátya kunyhóját, megállapítva, hogy a könyv „az amerikai fajták közötti kapcsolatok központi dokumentuma és ezeknek a kapcsolatoknak jelentős erkölcsi és politikai feltárása.”

## Tamás bátya-ellenes irodalom
A déli államokban számos könyv született válaszképpen a Tamás bátya kunyhójára. Ez az úgynevezett Tamás bátya-ellenes irodalom általában rabszolgaságpárti álláspontra helyezkedett, és azzal érvelt, hogy Stowe könyvében a rabszolgasággal kapcsolatos problémák leírása túlzott és téves. Az ilyen típusú regények jellemzően egy jóindulatú patriarchális gazdát ábrázoltak, tisztaszívű feleséggel, akik a gyermeki rabszolgák felett uralkodtak egy terjedelmes családként működő ültetvényen. A regények azt jelentették ki közvetlenül vagy legalábbis azt sugallták, hogy az afro-amerikaiak gyermeteg emberek, akik nem képesek a fehér emberek irányítása nélkül élni a saját életüket.
A leghíresebb Tamás bátya-ellenes könyvek a The Sword and the Distaff (A kard és a rokka – William Gilmore Simms), Aunt Phillis's Cabin (Phillis néne kunyhója – Mary Henderson Eastman), illetve The Planter's Northern Bride (Az ültetvényes északi menyasszonya – Caroline Lee Hentz), – utóbbinak a szerzője Stowe közeli barátnője volt, amikor mindketten Cincinnati-ben laktak. Simms könyvét néhány hónappal Stowe regénye után adták ki, és több részlete vitába száll Stowe könyvével és rabszolgaságról vallott nézeteivel. Hentz 1854-ben megjelent regénye, amely nagyon olvasott volt a maga idején, de mára teljesen feledésbe merült, egy északi asszony szemszögéből nézve veszi védelmébe a rabszolgaságot; a nő egy abolicionista lánya ugyan, de egy déli rabszolgatartóhoz megy feleségül.
A Tamás bátya kunyhója megjelenése és az amerikai polgárháború kezdete közötti évtizedben húsz-harminc Tamás bátya-ellenes könyvet adtak ki. Ezeknek a könyveknek több mint a felét fehér nők írták, Simms kommentárja szerint „költői igazságtételnek tűnik, hogy az északi asszonynak egy déli asszony válaszol.”

## Színpadi feldolgozások

### Tom show-k

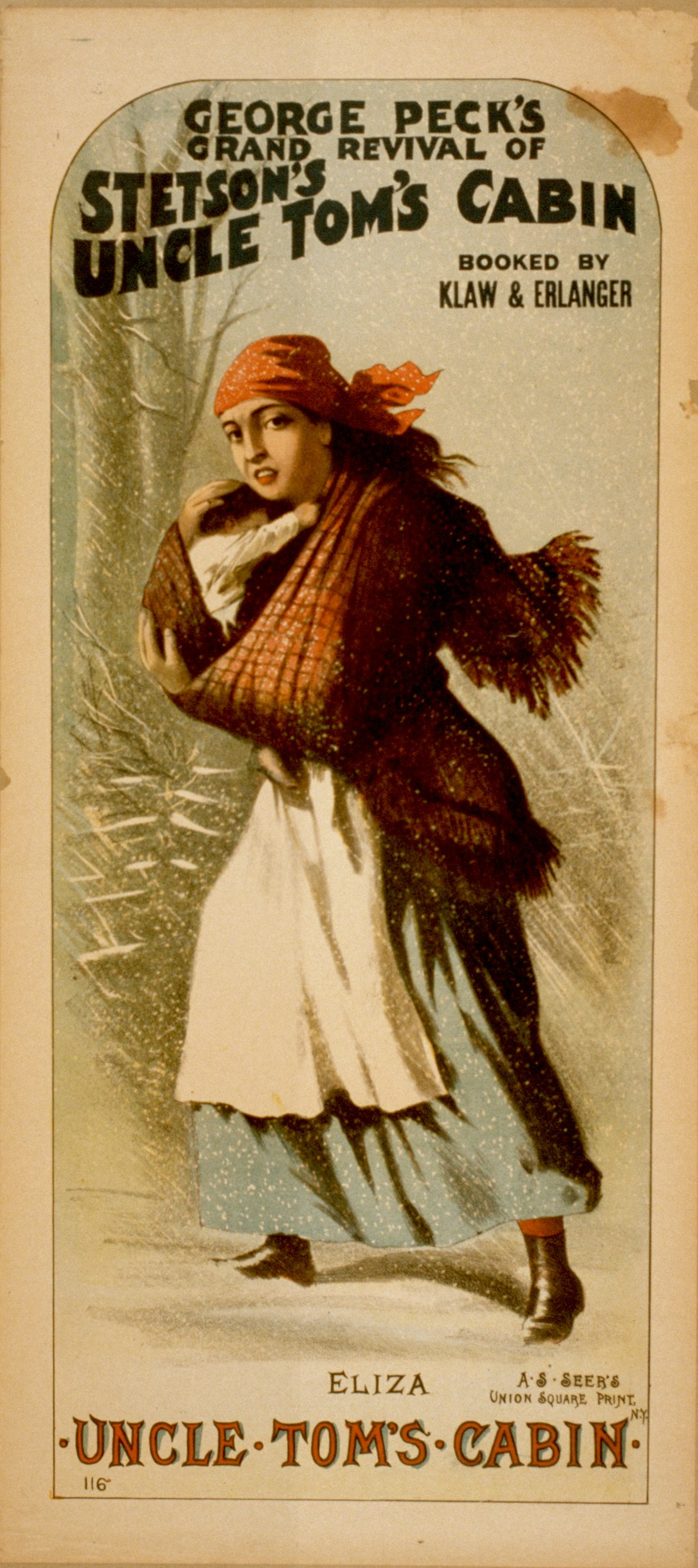
1886-os plakát

Annak ellenére, hogy a Tamás bátya kunyhója a 19. század legolvasottabb regénye volt, sokkal több amerikai látta a történetet a színpadon, mint ahány olvasta a könyvet. Eric Lott úgy számolja az „Uncle Tomitudes: Racial Melodrama and Modes of Production” című könyvében, hogy ezeket a darabokat legalább hárommilliónyian látták, ami tízszerese az első évben eladott példányok számának. Az első színpadi feldolgozást 1852 augusztusában New Yorkban mutatták be, de miután a New York Herald szeptember 3-i cikkében az ország belső békéjének védelmében szót emelt az előadás ellen, a darabot levették a műsorról.

### Szerzői jogok
A kor laza szerzői jogi törvényei miatt a „Tom show”-k, azaz a Tamás bátya kunyhóján alapuló színpadi művek már akkor megjelentek, amikor a regény folytatásos közlése még nem ért véget. Stowe visszautasította művének dramatizálását, mivel puritán módon elutasította a műfajt (ennek ellenére elment megnézni George Aiken változatát, és Francis Underwood szerint „elbűvölte” a Caroline Howard-alakította Topsy). Stowe elutasítása szabad teret engedett az összes átírás számára, ezek közül egyesek különböző politikai okokból, mások egyszerűen színpadi kereskedelmi vállalkozásként készültek.
Nem léteztek nemzetközi szerzői jogi törvények. A könyvet és a darabokat számos nyelvre lefordították; Stowe asszony ezekből csak annyi pénzt látott, mint „igazságos és törvényes bérének háromnegyede.”

### A színdarabok
Úgy tűnik, hogy mindegyik Tom show tartalmazott melodramatikus és minstrel show elemeket. A színdarabok politikai töltete erősen változó volt – egyesek hűségesen követték Stowe érzelemdús rabszolgaság-ellenességét, mások visszafogottabbak, vagy rabszolgaságpártiak voltak; Több produkció karikatúraszerűen jelenítette meg a fekete emberek faji jellegzetességeit, és készültek zenés darabok is, olyan betétdalokkal mint a ’’My Old Kentucky Home’’, ’’Old Folks at Home’’ és ’’Massa's in the Cold Ground’’. A legismertebb Tom show-k szerzői George Aiken és H.J. Conway.
A Tamás bátya kunyhójának a színpadi feldolgozásai több éven át dominálták az északi tömegkultúrát a 19. században, és a darabokat még a 20. század elején is játszották.
Egyedi és ellentmondásos feldolgozás volt Walt Disney 1933-as Mickey's Mellerdrammer című filmje (a cím a melodráma szó eltorzítása). Ebben a filmben Mickey egér és barátai színpadra állítják a saját változatú Tamás bátya kunyhóját.

### Első magyarországi bemutatók
A Tamás bátya kunyhója első magyar nyelvű színpadi változatát 1853 márciusában Győrben mutatták be; az átdolgozást „Benedek színész” készítette. Egy hónappal később a budapesti német színház is bemutatta a darabot, a Szépirodalmi Lapok szerint „minden tekintetben silány módon.” A Nemzeti Színház egy francia feldolgozást mutatott be 1853. május 7-én, Udvarhelyi Miklóssal a főszerepben. A bohózati elemeket tartalmazó francia mű könnyen megkapta a cenzori engedélyt, mivel az eredeti művet és a szereplők jellemét lényeges pontokon megváltoztatta. A darab negatív főalakja például félvér, felszabadult rabszolga; a fehér szereplők vagy jók, vagy a cselekmény során jó útra térnek. A darab akkori fogalmak szerint sikeres volt: 1853-ban tizenháromszor adták elő, de a következő években is játszották.

## Filmfeldolgozások
A regényből számos film készült, legtöbbje a némafilm korszakában; a Tamás bátya kunyhója volt ebben az időben a legtöbbször megfilmesített történet. Ez a könyv és a Tom show-k folyamatos népszerűségének volt köszönhető; mivel a hallgatóság már ismerte a szereplőket és a történetet, könnyebb volt a beszéd nélküli filmet megértenie.
A Tamás bátya kunyhójának első filmváltozata egyike volt az első teljes hosszúságú filmeknek; ebben az időben a teljes hosszúság 10–14 percet jelentett. Ebben az Edwin S. Porter által rendezett 1903-as filmben feketére maszkírozott fehér színészek játszották a fő szerepeket. Az a változat sokban hasonló volt a korábbi évtizedekben megszokott Tom Show-khoz, és számos sztereotípia megjelent benne (például a rabszolgák minden körülmények között táncolnak, még a rabszolgaárverésen is).

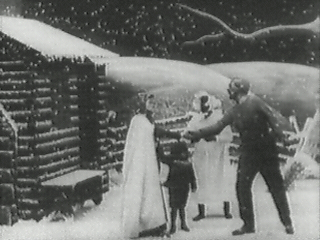
Jelenet Edwin S. Porter 1903-as filmváltozatából: Eliza elmondja Tamás bátyának, hogy eladták, ezért megszökik gyermekével

1910-ben készült el J. Stuart Blackton rendezésében egy háromtekercsnyi hosszúságú film. A The Dramatic Mirror szerint ez a film „határozott újítás” volt a mozgókép világában, és az első amerikai gyártmányú háromtekercses film. Előtte a teljes hosszúságú filmek 15 percig tartottak és elfértek egyetlen tekercsen. A főszerepeket Florence Turner, Mary Fuller, Edwin R. Phillips, Flora Finch, Genevieve Tobin és Carlyle Blackwell játszották.
A következő húsz évben legalább négy filmfeldolgozás készült. Az utolsó némafilmváltozatot 1927-ben forgatták, Harry A. Pollard rendezésében, aki egy 1913-as változatban Tamás bátya szerepét alakította. A kétórás film elkészítése több mint egy évig tartott és 1,8 millió dolláros költségével a harmadik legdrágább némafilm volt. A címszerepet eredetileg a fekete Charles Gilpinnek osztották, de elbocsátották, mivel a stúdió szerint az alakítása túl agresszív volt. Ezt követően James B. Lowe kapta meg Tamás bátya szerepét. A film annyiban tér el a regénytől, hogy Tamás halála után bosszúálló szellemként tér vissza, és megvív Simon Legreevel. A korszak fekete médiája dicsérte a filmet, de a stúdió – félve a déliek visszavágásától és a fehér közönségtől – kivágta a vitatott jeleneteket, beleértve a nyitójelenetet a rabszolgaárverésről, ahol egy anyától elszakítják a gyermekét.
A némafilm korszakának végeztével több évtizeden át túl kényesnek tartották a témát, ahhoz, hogy további filmeket készítsenek belőle. 1946-ban a Metro-Goldwyn-Mayer tervezte a történet megfilmesítését, de a ’’National Association for the Advancement of Colored People’’ (Nemzeti Szövetség a Színesbőrűek Előrejutásáért) tiltakozása nyomán elálltak a szándéktól.
Az 1965-ben Radványi Géza rendezésében készült német nyelvű változat, az Onkel Toms Hütte, a regény „korrekt átültetése.” A legújabb feldolgozás egy 1987-es TV-film volt, Stan Lathan rendezésében, Avery Brooks, Phylicia Rashad, Edward Woodward, Jenny Lewis, Samuel L. Jackson és Endyia Kinney főszereplésével.
A Tamás bátya kunyhója hatással volt több más filmre, köztük a legkorábbi az Egy nemzet születése. Ez az 1915-ös film szándékosan használt Tamás bátya otthonához hasonló kunyhót a film csúcsjelenetében. A kutatók szerint a kor nézői megértették ezt a célzást és reagáltak rá.
További filmek, amelyekre hatott a Tamás bátya kunyhója, illetve utalnak rá: Dimples (egy 1936-os Shirley Temple film), Uncle Tom's Uncle, (egy 1926-os Our Gang-epizód), A király és én című musical, amelyben egy hagyományos számi stílusú balettet adnak elő, „Tamás bátya házikója” címmel, illetve a New York bandái, amelyben a Leonardo DiCaprio és Daniel Day-Lewis alakította szereplők megnézik a Tamás bátya kunyhójának egy fiktív feldolgozását.

## Magyarul

### 1919-ig
- Tamás bátya kunyhója, vagy Néger élet a rabszolgatartó amerikai államokban. Regény, 1-4.; ford. Irinyi József; Müller Ny., Pest, 1853
- Kulcs Tamás bátya kunyhójához. Közlése a valóságos történeteknek és okleveleknek, mellyekre a mű építve volt; ford. Irínyi József; Müller Ny., Pest, 1853
- Tamás bátya; átdolg. M. Rókus; Bucsánszky, Pest, 1856
- Tatár Péter [Medve Imre]: Tamás bátya vagy Egy szerecsen rabszolga története; Bucsánszky Ny., Pest, 1857
- Tamás bátya kunyhója. Kép az amerikai rabszolga-életből; Méhner, Bp., 1890 (Mulattató és hasznos olvasmányok a magyar nép számára)
- Tamás bátya kunyhója. Elbeszélés az ifjúság számára; ford. Fésüs György; Stampfel, Pozsony–Bp., 1894
- Tamás bátya kunyhója; átdolg. Christián M., ford. Győry Loránd; Lauffer, Bp., 1896
- Tamás bátya vagy: Egy szerecsen rabszolga története. Harriet Beecher Stowe után; Rózsa K. és neje, Bp., 1899
- Tamás bátya kunyhója, 1-2.; átdolg. Darvai Móric; Lampel, Bp., 1903 (Legjobb ifjúsági könyvek)

### 1920–1944
- Anna Stean: Evangelina. Elbeszélés az északamerikai rabszolgaság idejéből; Hariet Beecher-Stewe Tamás bátya kunyhója nyomán, ford. B. I., ifj. K. L.; Magyarországi Baptisták Könyvüzlete, Bp., 1922
- Tamás bácsi kunyhója, vagy néger-élet az amerikai rabszolgatartó államokban, 1-2.; ford. Kosáryné Réz Lola; Athenaeum, Bp., 1925 (Híres könyvek)
- Tamás bátya kunyhója; átdolg. Tildy Jolán; Sylvester, Tahitótfalu, 1928 (Sylvester könyvtár)
- Tamás bátya kunyhója. Az ifjúság számára; Tolnai, Bp., 1928
- Tamás bátya kunyhója; átdolg. Benedek Marcell; Dante, Bp., 1931

### 1945 után
- Tamás bácsi kunyhója; átdolg. Mándy Iván; Athenaeum, Bp., 1945
- Tamás bátya kunyhója; ford. Grigássy Éva; Ifjúsági, Bp., 1951
- Tamás bátya kunyhója. Regény; ford. Réz Ádám; Ifjúsági, Bp., 1954
- Tamás bátya kunyhója; ford. Gerencsér Ferenc; Puedlo, Nagykovácsi, 2004

## Fordítás
- Ez a szócikk részben vagy egészben az Uncle Tom’s Cabin című angol Wikipédia-szócikk ezen változatának fordításán alapul.  Az eredeti cikk szerkesztőit annak laptörténete sorolja fel. Ez a jelzés csupán a megfogalmazás eredetét és a szerzői jogokat jelzi, nem szolgál a cikkben szereplő információk forrásmegjelöléseként.

## Az angol szócikk irodalomjegyzéke
- Gates, Henry Louis; and Appiah, Kwame Anthony. Africana: Arts and Letters: an A-to-Z reference of writers, musicians, and artists of the African American Experience, Running Press, 2005
- Jordan-Lake, Joy. Whitewashing Uncle Tom's Cabin: Nineteenth-Century Women Novelists Respond to Stowe, Vanderbilt University Press, 2005
- Lott, Eric. Love and Theft: Blackface Minstrelsy and the American Working Class. New York: Oxford University Press, 1993
- Lowance, Mason I. (jr.); Westbrook, Ellen E.; De Prospo, R., The Stowe Debate: Rhetorical Strategies in Uncle Tom's Cabin, Univ of Massachusetts Press, 1994
- Rosenthal, Debra J. Routledge Literary Sourcebook on Harriet Beecher Stowe's Uncle Tom's Cabin Routledge, 2003
- Sundquist, Eric J., editor New Essays on Uncle Tom's Cabin, Cambridge University Press, 1986
- Tompkins, Jane. In Sensational Designs: The Cultural Work of American Fiction, 1790–1860. New York: Oxford UP, 1985
- Weinstein, Cindy. The Cambridge Companion to Harriet Beecher Stowe, Cambridge University Press, 2004
- Williams, Linda. Playing the Race Card: Melodramas of Black and White from Uncle Tom to O. J. Simpson, Princeton Univ. Press, 2001
- Stephen Railton (szerk.): Uncle Tom's Cabin and American Culture: A Multi-Media Archive. University of Virginia